# بابلو كالوتشو
بابلو كالوتشو (2 فبراير 1980 - 19 مايو 2021) كان صحفيًا بوليفيًا، يُعرف غالبًا باسم «صحفي الشعب» لتغطيته اليومية والمستمرة للمواطن في الشوارع.